# Mons (Charente)
Mons és un municipi francès situat al departament del Charente i a la regió de la Nova Aquitània. L'any 2007 tenia 259 habitants.

## Demografia

### Població
El 2007 la població de fet de Mons era de 259 persones. Hi havia 87 famílies de les quals 16 eren unipersonals (16 homes vivint sols), 39 parelles sense fills, 28 parelles amb fills i 4 famílies monoparentals amb fills.
La població ha evolucionat segons el següent gràfic:
Habitants censats

### Habitatges
El 2007 hi havia 140 habitatges, 102 eren l'habitatge principal de la família, 31 eren segones residències i 8 estaven desocupats. 137 eren cases i 2 eren apartaments. Dels 102 habitatges principals, 87 estaven ocupats pels seus propietaris, 13 estaven llogats i ocupats pels llogaters i 2 estaven cedits a títol gratuït; 3 tenien dues cambres, 14 en tenien tres, 28 en tenien quatre i 57 en tenien cinc o més. 82 habitatges disposaven pel capbaix d'una plaça de pàrquing. A 47 habitatges hi havia un automòbil i a 50 n'hi havia dos o més.

### Piràmide de població
La piràmide de població per edats i sexe el 2009 era:
| Homes | Edats   | Dones |
| ----- | ------- | ----- |
| 0     | 95 o +  | 0     |
| 0     | 90 a 94 | 0     |
| 0     | 85 a 89 | 4     |
| 0     | 80 a 84 | 4     |
| 0     | 75 a 79 | 0     |
| 16    | 70 a 74 | 8     |
| 4     | 65 a 69 | 4     |
| 4     | 60 a 64 | 4     |
| 8     | 55 a 59 | 4     |
| 12    | 50 a 54 | 12    |
| 4     | 45 a 49 | 8     |
| 16    | 40 a 44 | 4     |
| 0     | 35 a 39 | 16    |
| 8     | 30 a 34 | 4     |
| 8     | 25 a 29 | 8     |
| 8     | 20 a 24 | 12    |
| 8     | 15 a 19 | 0     |
| 8     | 10 a 14 | 0     |
| 16    | 5 a 9   | 4     |
| 8     | 0 a 4   | 4     |

## Economia
El 2007 la població en edat de treballar era de 166 persones, 114 eren actives i 52 eren inactives. De les 114 persones actives 106 estaven ocupades (60 homes i 46 dones) i 8 estaven aturades (3 homes i 5 dones). De les 52 persones inactives 20 estaven jubilades, 14 estaven estudiant i 18 estaven classificades com a «altres inactius».

### Ingressos
El 2009 a Mons hi havia 101 unitats fiscals que integraven 251 persones, la mediana anual d'ingressos fiscals per persona era de 16.738 €.

### Activitats econòmiques
Dels 9 establiments que hi havia el 2007, 3 eren d'empreses de construcció, 3 d'empreses de comerç i reparació d'automòbils, 1 d'una empresa immobiliària, 1 d'una empresa de serveis i 1 d'una empresa classificada com a «altres activitats de serveis».
Els 2 serveis als particulars que hi havia el 2009 eren paletes.
L'any 2000 a Mons hi havia 22 explotacions agrícoles que ocupaven un total de 1.232 hectàrees.

## Poblacions més properes
El següent diagrama mostra les poblacions més properes.